# アンディ・クラーク (ミュージシャン)
アンディ・クラーク（Andy Clark）は、ギタリストのビル・ネルソンと一緒にアート・ロック・バンドのビー・バップ・デラックスや、シンセポップ寄りの派生バンドであるレッド・ノイズで活動したことで最もよく知られている、イングランドのキーボードおよびシンセサイザー奏者である。初期の音楽に関与したもののひとつは、ヨークシャー・シェフィールド出身のMother's Prideと呼ばれたプログレッシブ・ロック・バンドのメンバーであった。

## 経歴
クラークがビー・バップ・デラックスと最初に関わったのは、1975年にバンドのライブ・コンサートでのキーボード奏者としてであった。まだMother's Prideとの契約が残っていたため、2枚目のアルバム『フュチュラマ』のレコーディングには参加できなかった。その後まもなく、続く3枚のスタジオ・アルバム、『炎の世界』（1976年）、『モダン・ミュージック』（1977年）、『プラスティック幻想』（1978年）に加えて、ライブ・アルバム『ライヴの美学』を、解散までの間にレコーディングした。彼は、ネルソンによるビー・バップ・デラックス解散後のプロジェクトであるレッド・ノイズに引き続き参加した、バンド唯一のレギュラー・メンバーとなった。ビー・バップ・デラックスのドラマーであるサイモン・フォックスが、バンドに2人のサイモンがいると混乱を引き起こすと主張したため、彼はサイモン・クラークではなくアンドリュー・クラークとして知られていた。
ビル・ネルソンとの音楽活動の後、クラークは、デヴィッド・ボウイのアルバム『スケアリー・モンスターズ』（1980年）、そこからのヒット・シングル「アッシュズ・トゥ・アッシュズ」、The dB'sのアルバム『Stands for Decibels』 (1981年)とアルバム『Repercussion』 (1982年)、ピーター・ガブリエルのアルバム『So』（1986年）、アルバム同様にヒット・シングルとなった2曲「ビッグ・タイム」と「ドント・ギヴ・アップ」、そしてティアーズ・フォー・フィアーズのアルバム『シーズ・オブ・ラヴ』（1989年）で演奏している。